# Nanchang J-12
Die NAMC-J-12 (chinesisch: 歼 -12;) war ein leichtes Überschall-Jagdflugzeug, das in der Volksrepublik China für die Luftstreitkräfte der Volksrepublik China (PLAAF) gebaut wurde.

## Geschichte
Die Nanchang J-12 war einer der ersten ernsthaften Versuche der chinesischen Luftfahrtindustrie, einen eigenen, modernen Strahljäger zu entwickeln. Mit einer Leermasse von 3.172 kg ist die J-12 einer der leichtesten Kampfjets, die jemals gebaut wurden.
Im Jahr 1969 veröffentlichte die PLAAF eine Anforderung für ein kleines, leichtes und preiswertes STOL-Kampfflugzeug, das die MiG-19 ersetzen sollte. Zwar wurden zwei Entwürfe eingereicht, die Shenyang J-11 (nicht mit der Shenyang J-11 (NATO-Codename: Flanker B+), die 1998 in Dienst gestellt wurde, zu verwechseln) und die Nanchang J-12, aber keines der beiden Modelle erreichte die Serienreife.
Die Formgebung der J-12 wurde von Lu Xiao Peng entworfen und drei Prototypen wurden von der Nanchang Aircraft Manufacturing Company (NAMC) gebaut. Die Flugerprobung begann am 26. Dezember 1970 und ergab enttäuschende Leistungsdaten, weshalb weitere Prototypen mit Verbesserungen wie vereinfachten Steuerflächen, stromlinienförmiger Rumpfform und überarbeitetem Lufteinlass gebaut wurden, die sich optisch sehr ähnelten: kleine, einsitzige Strahljäger mit tief angesetzten Pfeilflügeln, gepfeilten Steuerflächen, röhrenförmigem Rumpf und einem Buglufteinlass mit kleinen oder nicht vorhandenen Einlasskonus.
Im Jahr 1977 wurde die Entwicklung der J-12 aufgegeben, wahrscheinlich, weil die Chengdu J-7, die auf der sowjetischen MiG-21F basiert, eine überlegene Leistung bot und auf bewährter Technologie aufbaute. Hauptprobleme der J-12 waren unzureichende Feuerkraft und zu geringer Triebwerkschub. Die J-12 absolvierten bis 1977 135 Flüge mit 61 Flugstunden. Vermutlich sind neun J-12s gebaut worden.
In den 1990er Jahren schlug Lu Xiao Peng eine Modernisierung der J-12 mit einem reduzierten Radarquerschnitt vor, um sie schwerer durch Radar erfassbar zu machen; außerdem eine Version als trägergestütztes Jagdflugzeug für die chinesische Marine. Keiner der Vorschläge wurde verwirklicht.

## Technische Daten
| Kenngröße             | Daten |
| --------------------- | --- |
| Besatzung             | 1 |
| Länge                 | 10,3 m |
| Spannweite            | 7,2 m |
| Höhe                  | 3,73 m |
| Flügelfläche          | 16,0 m² |
| Flügelstreckung       | 3,2 |
| Leermasse             | 3.172 kg |
| Startmasse            | 4.530 kg |
| Höchstgeschwindigkeit | 1.300 km/h |
| Steigleistung         | 10.800 m/min |
| Dienstgipfelhöhe      | 16.970 m |
| Einsatzreichweite     | 688 km |
| Triebwerke            | 1 × Turbojet Wopen WP-6Z mit Nachbrenner |
| Standschub            | 2.500 kg |
| Schub mit Nachbrenner | 4.050 kg |

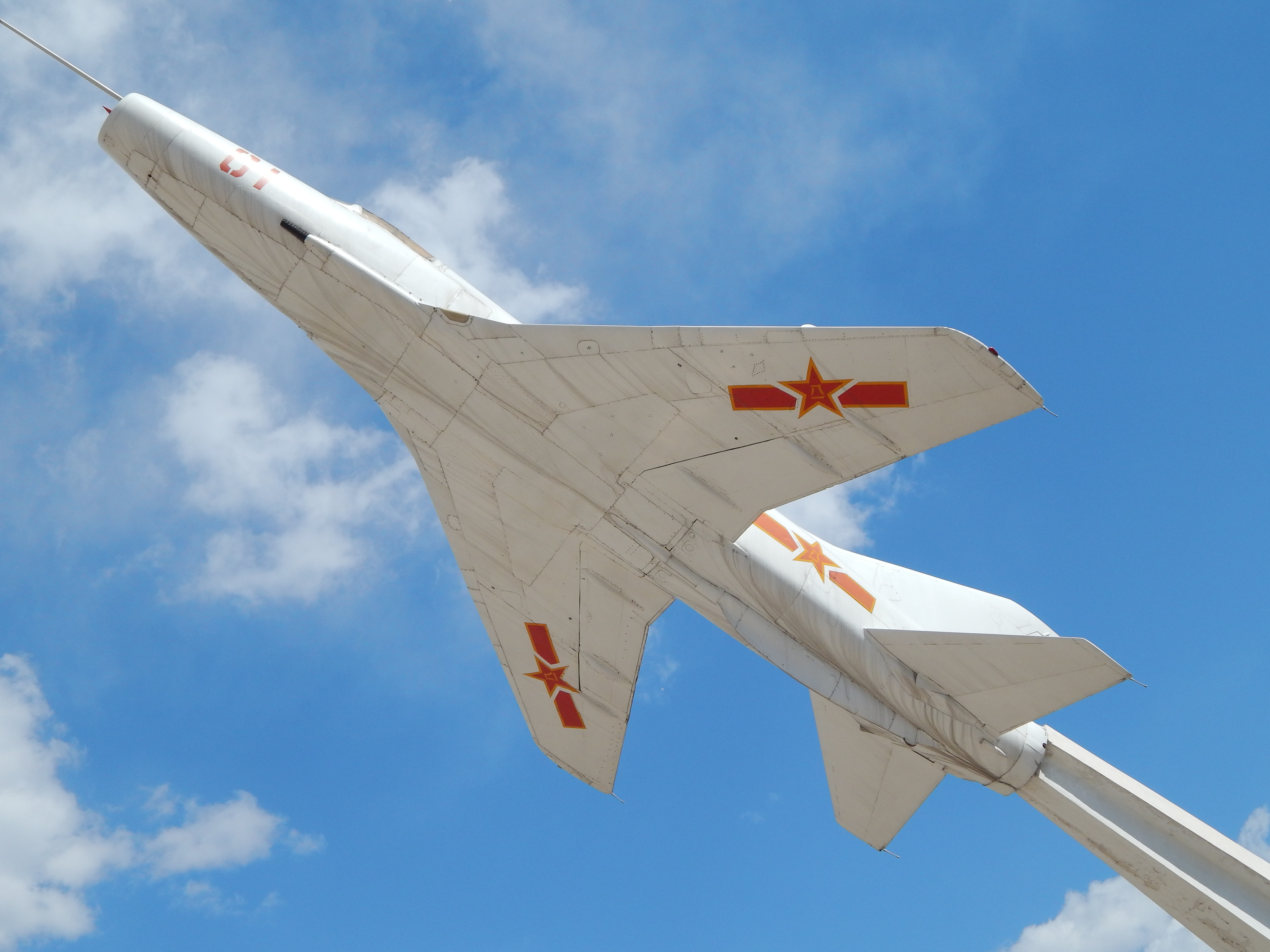
Nanchang J-12 im chinesischen Luftfahrtmuseum

| Bewaffnung            | - 1 × 30-mm-Kanone in der Backbordflügelwurzel - 1 × 23-mm-Kanone in der Steuerbordflügelwurzel - 3 × Waffenpylone: 1 × unter jedem Flügel, 1 × unter dem Rumpf |